# I Do I Do
I Do I Do è il quarto singolo giapponese del gruppo musicale sudcoreano Secret, pubblicato nel 2014 dall'etichetta discografica Kiss Entertainment Inc..

## Il disco
Il singolo, insieme alla versione giapponese del video musicale di "I Do I Do", venne pubblicato il 5 febbraio 2014 e segna il primo disco del gruppo pubblicato con la Kiss Entertainment Inc.. Il singolo contiene anche la versione giapponese di "Calling U", contenuta in precedenza, in lingua coreana, nell'EP Poison.

## Tracce
1. I Do I Do (versione giapponese) – 3:32 (Kang Jiwon, Kim Kibum)
2. Calling U (versione giapponese) – 3:34 (testo: Jeon Da Woon, MARCO, Hana – musica: Jeon Da Woon, MARCO)
3. I Do I Do (versione giapponese) (Inst.) – 3:32 (Kang Jiwon, Kim Kibum)

Durata totale: 10:38

## Certificazioni
Giappone
(vendite: 8 214+)

## Formazione
- Hyoseong – voce
- Hana – voce, rapper
- Jieun – voce
- Sunhwa – voce